# Park Narodowy Nevado Tres Cruces
Park Narodowy Nevado Tres Cruces (hiszp. Parque nacional Nevado de Tres Cruces) – park narodowy w Chile położony w regionie Atakama, w prowincji Copiapó (gminy Copiapó i Tierra Amarilla). Został utworzony 29 lipca 1994 roku i zajmuje obszar 590,82 km². 

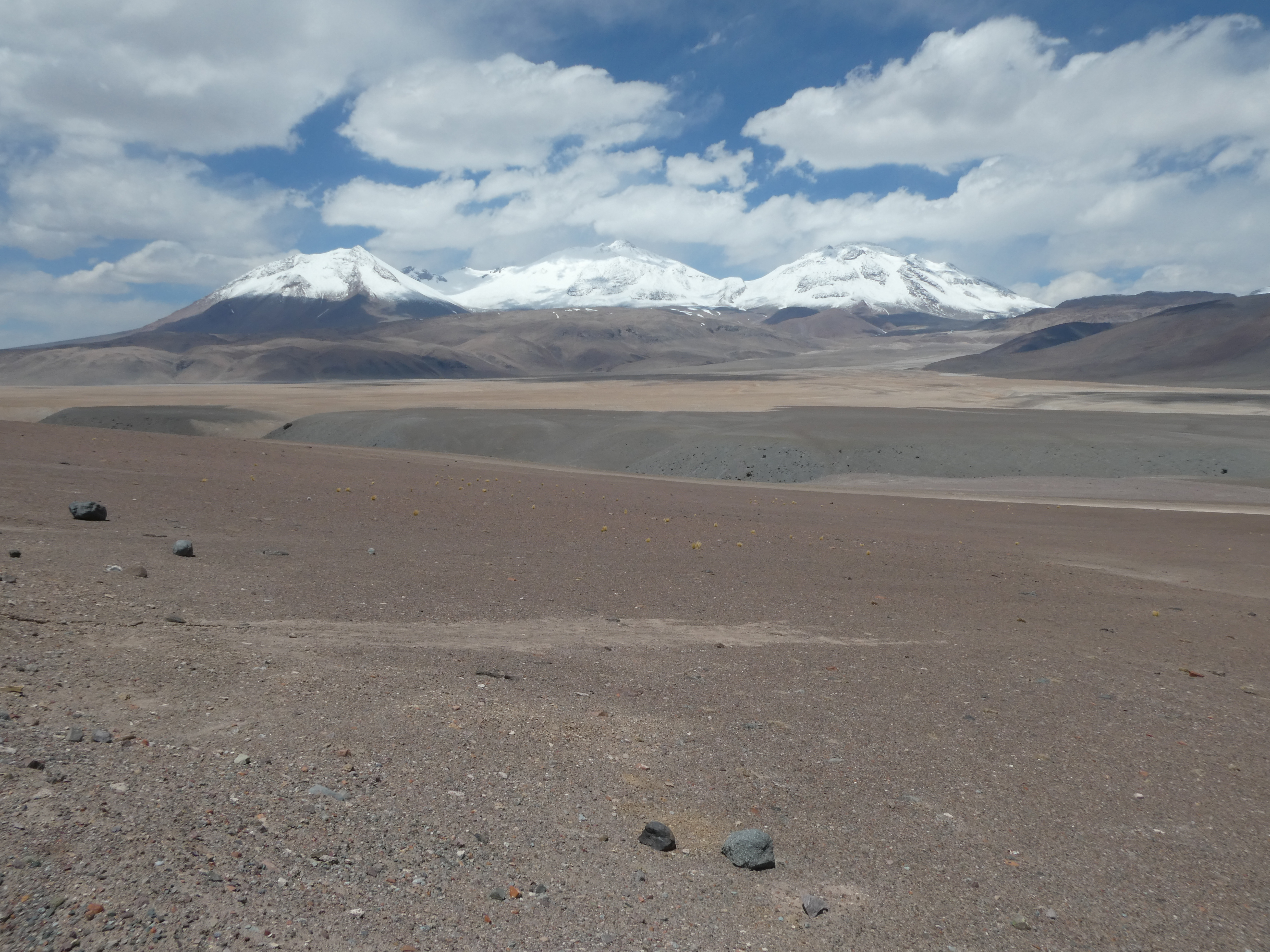
Masyw Nevado Tres Cruces

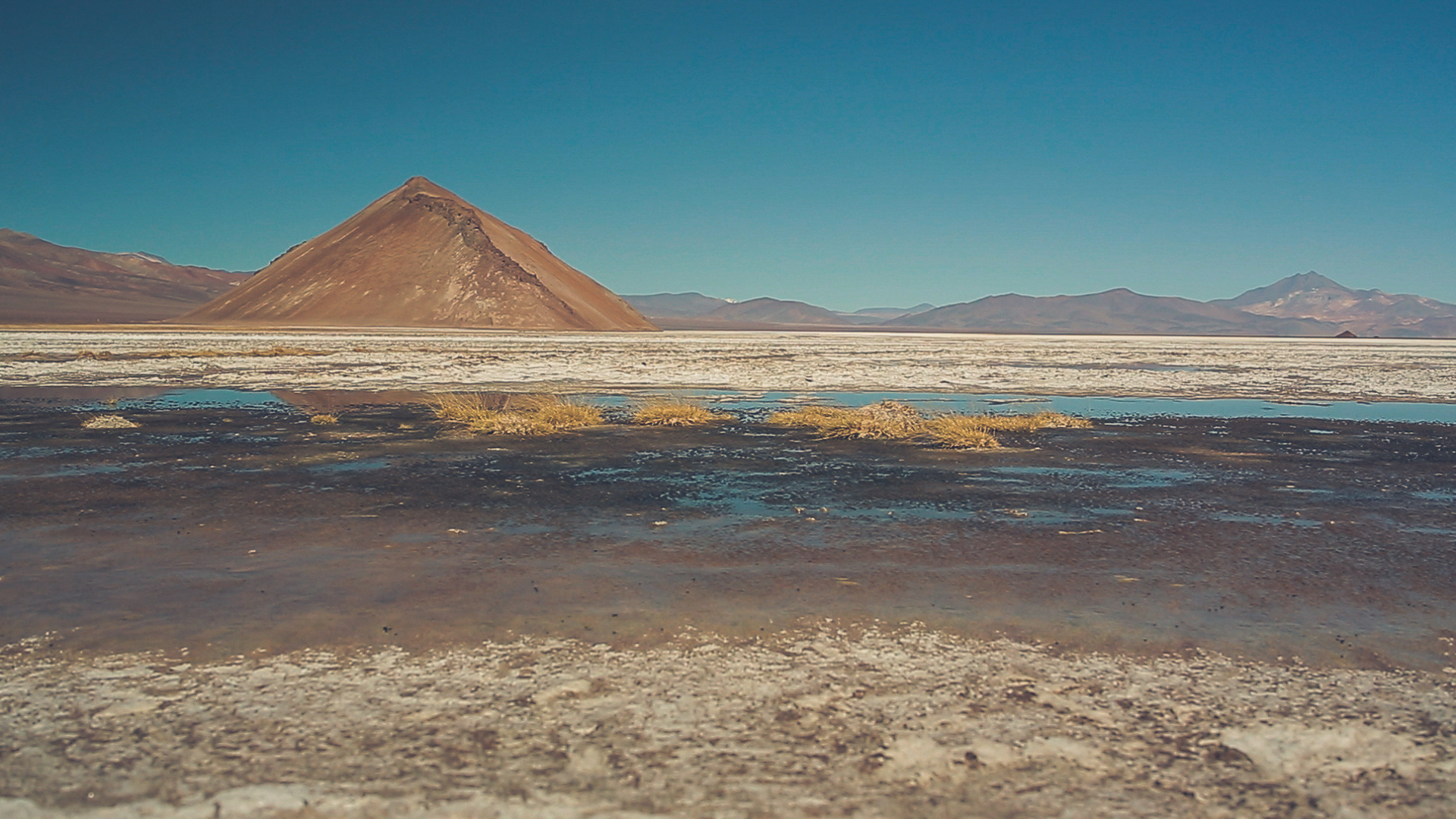
Solnisko Maricunga

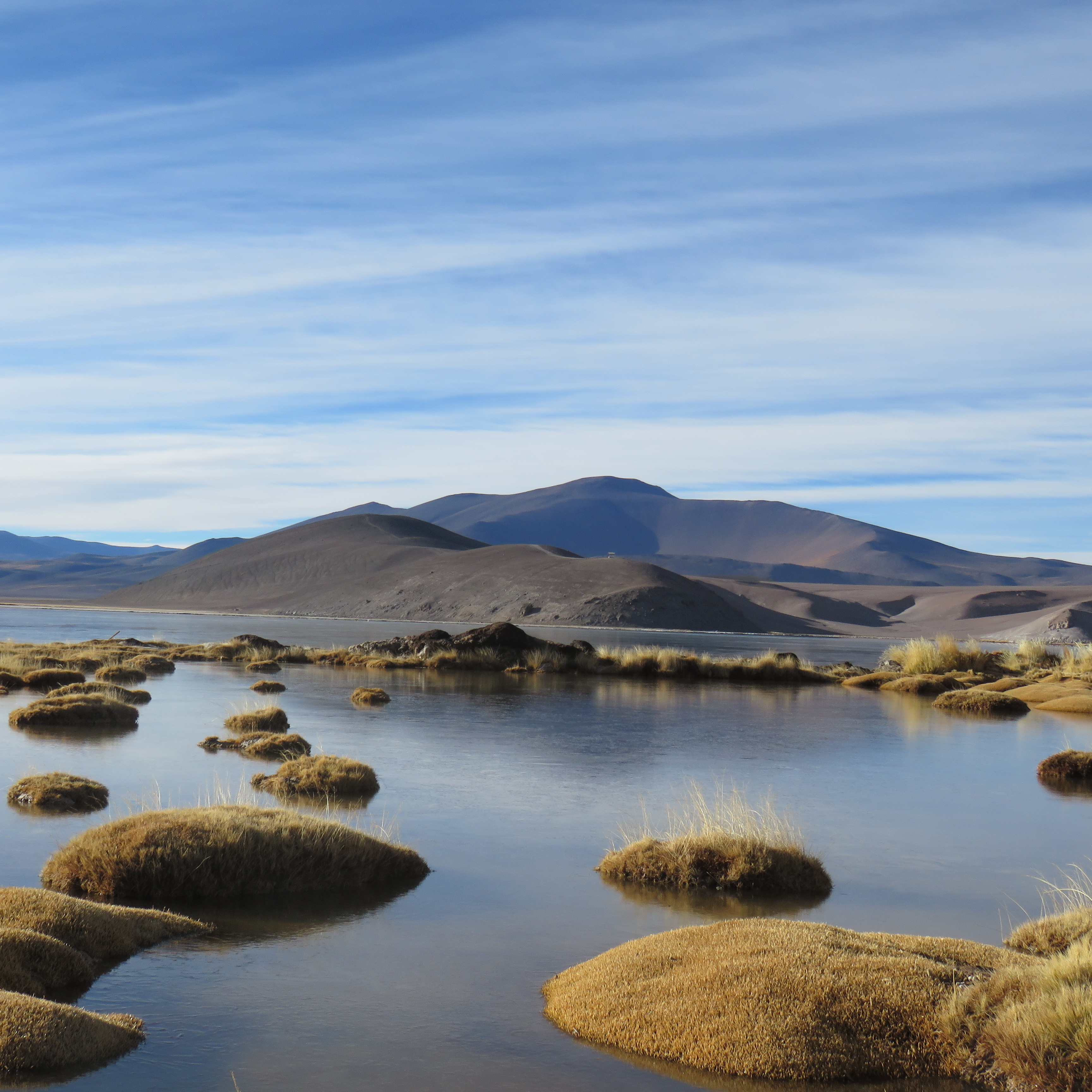
Jezioro Negro Francisco

## Opis
Park obejmuje górską pustynię na wysokości od 3780 do 4370 m n.p.m., położoną na południe od pustyni Atakama, pomiędzy Górami Domeyki a pasmem górskim Claudio Gay, u podnóża najwyższego wulkanu na Ziemi – Ojos del Salado (6893 m n.p.m.) i masywu Nevado Tres Cruces (6749 m n.p.m.) od którego wzięła się nazwa parku. Składa się z dwóch części:  Santa Rosa (469,44 km²) i Negro Francisco (121,38 km²). Są to nazwy jezior tam się znajdujących. Jeziora te w 1996 roku zostały wpisane na listę konwencji ramsarskiej pod nazwą „Complejo Lacustre Laguna del Negro Francisco y Laguna Santa Rosa”. W części Santa Rosa znajduje się też duże solnisko Maricunga. Obie części oddziela od siebie wulkan Copiapó (6052 m n.p.m.) na którego szczycie znajduje się miejsce ceremonialne Inków.
Klimat pustynny. Średnia roczna temperatura +6,9 °C.

## Flora
Park pokrywa pustynna puna. Rośnie tu głównie Atriplex deserticola, Lycium minutifolium, Parastrephia quadrangularis, Tessaria absinthioides, a także m.in.: Fabiana bryoides, Adesmia hystrix, Ephedra breana, Adesmia subterranea, Adesmia echinus, Chaetanthera sphaeroidalis.

## Fauna
W parku występują 62 gatunki ptaków, 11 gatunków ssaków i 4 gatunki gadów. Z ssaków żyją tu m.in.: puma płowa, wikunia andyjska, gwanako andyjskie, nibylis andyjski, wiskacza górska, tukotuko płowy, liściouch Darwina i zagrożona wyginięciem szynszyla krótkoogonowa. Z ptaków w parku występują narażone na wyginięcie kondor wielki i flaming andyjski, a także m.in.: aguja wielka, sokół rdzawobrewy, płaskonos jasnogłowy, mewa andyjska, flaming chilijski, flaming krótkodzioby, kusoń andyjski, łyska rogata, pasówka obrożna, andówka szaropierśna, szafranka szaroucha, szablodziób andyjski, dróżniczek rdzawosterny, perkoz złotoczuby, puńczyk, karakara andyjska, sterniczka peruwiańska, mornelak, jaskółeczka niebiesko-biała, skałotyran rdzawołbisty, skałotyran punański, skałotyran czarnoczelny, czubokaczka, negrzyk patagoński.